# Barnahátú aranyveréb
A barnahátú aranyveréb (Passer luteus) a madarak osztályának verébalakúak (Passeriformes)  rendjébe és a verébfélék (Passeridae) családjába tartozó faj.

## Rendszerezése
A fajt Martin Hinrich Carl Lichtenstein német ornitológus írta le 1823-ban, a Fringilla nembe Fringilla luteus néven.

## Előfordulása
Afrikában, a Szaharától délre, Burkina Faso, Csád, Dél-Szudán, Egyiptom, Eritrea, Etiópia, Gabon, Gambia, Kamerun, Mali, Mauritánia, Niger, Nigéria, Szenegál és Szudán területén honos.
Természetes élőhelyei a szubtrópusi vagy trópusi füves puszták, szavannák és cserjések, valamint szántóföldek, vidéki kertek és városi régiók. Nomád faj.

## Megjelenése
Testhossza 13 centiméter, testtömege 11-16 gramm.
|  |

## Természetvédelmi helyzete
Az elterjedési területe rendkívül nagy, egyedszáma pedig stabil. A Természetvédelmi Világszövetség Vörös listáján nem fenyegetett fajként szerepel.

## Forrás
- Birding.hu - magyar neve